# Almaz
Almaz (ryska:Алмаз), var ett program bestående av en serie militära rymdstationer som sköts upp av Sovjetunionen mellan 1971 och 1976.
Tre Almaz-stationer sköts totalt upp: Saljut 2, Saljut 3 och Saljut 5.
Man hade planer på att skicka upp ytterligare en station, men på grund av finansieringsproblem lades projektet ner.

## Saljut 2
Huvudartikel: Saljut 2
Saljut 2 sköts upp den 4 april 1973. Några dagar senare lossnade två solpaneler och strömmen försvann ombord. Stationen var aldrig bemannad.

## Saljut 3
Huvudartikel: Saljut 3
Saljut 3 sköts upp den 25 juni 1974. Var bemannad i två perioder.

## Saljut 5
Huvudartikel: Saljut 5
Saljut 5 sköts upp den 22 juni 1976. Stationen var bemannad i två perioder, vid ett tillfälle mellan dessa två perioder dockade Sojuz 23 med stationen och den två man starka besättningen försökte ta sig in i stationen, men misslyckades. 